# タイル張り技能士
タイル張り技能士（タイルばりぎのうし）とは、国家資格である技能検定制度の一種で、都道府県知事（問題作成等は中央職業能力開発協会、試験の実施等は都道府県職業能力開発協会）が実施する、タイル張りに関する学科及び実技試験に合格した者をいう。
なお職業能力開発促進法により、タイル張り技能士資格を持っていないものがタイル張り技能士と称することは禁じられている。

## 級別
1級、2級の別がある。

## 実技作業試験内容（コンクリートブロック工事作業）
- 1級：壁及び床の一部と仮定された下地に、タイル張りを行う。ただし、下地ブロック積み及びれんが積み下地は、受検者が製作する。試験時間＝3時間
- 2級：壁の一部と仮定された下地に、タイル張りを行う。ただし、れんが積み下地は、受検者が製作する。試験時間＝2時間30分